# Xine
Xine (uitgesproken als ksien) is een vrij multimediaframework voor Unixachtige besturingssystemen, waaronder Linux en Mac OS X. Een versie voor Windows is in de maak en deels al werkend. Xine wordt uitgebracht onder de GPL.

## Mogelijkheden
Het kan cd's, dvd's en video-cd's afspelen, alsook veelgebruikte multimediaformaten zoals AVI, WMV, MOV, MP3, FLAC, Theora, Speex en Ogg Vorbis.

## Techniek
Xine is gebouwd als een gedeelde bibliotheek (xine-lib), die het mogelijk maakt om door verschillende gebruikersinterfaces gebruikt te kunnen worden. Om multimediagegevens te kunnen decoderen gebruikt xine externe bibliotheken van bijvoorbeeld het FFmpeg-project of binaire codecs. Het verschil met het qua mogelijkheden gelijkende MPlayer is dat MPlayer geen gedeelde bibliotheek gebruikt, waardoor het voor andere gebruikersinterfaces onmogelijk is om transparant gebruik te kunnen maken van de bibliotheken. Er bestaan ook Pythonbindings voor xine, genaamd Pyxine.

## Gebruikersinterfaces
Het xineproject zelf heeft ook zijn eigen (native) gebruikersinterfaces, die op dezelfde manier gebruikmaken van xine als andere (externe) interfaces. Het voordeel is dat deze meestal een uitgebreide ondersteuning hebben om de interne configuratie van xine aan te passen.
Deze zijn:
- xine-ui
- aaxine (wordt meegeleverd met xine-ui en kan video's als ASCII-art afspelen)
- gxine (GTK-interface)

## Externe gebruikersinterfaces
Hieronder volgt een lijst van externe (non-native) gebruikersinterfaces voor xine. Alle spelen audio en video, behalve waar aangegeven.

### Linux
- Amarok (alleen audio; KDE)
- Codeine (KDE)
- Kaffeine (KDE)
- Kxine (KDE)
- Opie Player (de speler voor OPIE (QT); een grafische gebruikersomgeving voor pda's )
- Oxine (OSD-interface voor multimediacentrums)
- Sinek (GTK+)
- Sonic-rainbow (GTK)
- Totem, een mediaspeler ontwikkeld voor GNOME
- Toxine (CLI)

### Mac OS X
- XinePlayer